# LHX4
LHX4‏ (LIM homeobox 4) هوَ بروتين يُشَفر بواسطة جين LHX4 في الإنسان.